# Аморфа карликовая
Аморфа карликовая (лат. Amorpha nana) — листопадный кустарник, вид рода Аморфа (Amorpha) семейства Бобовые (Fabaceae).
Вид был описан Томасом Наттоллом в 1813 году. Латинский видовой эпитет лат. nana, данный им, переводится как карликовый.

## Распространение и экология
Ареал вида охватывает Северную Америку — от Манитобы и Саскачевана до Айовы и Нью-Мексико.

## Биологическое описание
Кустарники высотой 0,5—1 м. Однолетние побеги оливково-зелёные или коричневатые, голые.
Листья длиной 3—10 см, с 13—19 листочками, из которых верхние и нижние более мелкие. Листочки продолговато-эллиптические, длиной 0,5—1,2 см, на верхушке закруглённые или чуть выемчатые и с коротким шипиком, на коротких черешочках.
Цветки пурпурные, в прямостоящих, обычно одиночных, кистях длиной 5—10 см. Чашечка с ворсинками лишь по краям зубцов, в остальном голая, два верхних зубца чашечки узкотреугольные, остальные шиловидно-треугольные, в 2 раза короче трубки; парус обратноклиновидно-яйцевидный, длиной 4 мм.
Бобы длиной 5 мм, с прямой спинкой и точечными железками.
Цветёт в мае — июне. Плодоносит с августа.

## Таксономия
Вид Аморфа карликовая входит в род Аморфа (Amorpha) трибы Amorpheae подсемейства Мотыльковые (Faboideae) семейства Бобовые (Fabaceae) порядка Бобовоцветные (Fabales).
|  |                                      |  |                                                             |                                                             |                   |  | ещё 4 семейства (согласно Системе APG II) | ещё 4 семейства (согласно Системе APG II)    |                                              |  |  |  | ещё около 470 родов | ещё около 470 родов   |  |  |
|  |                                      |  |                                                             |                                                             |                   |  | ещё 4 семейства (согласно Системе APG II) | ещё 4 семейства (согласно Системе APG II)    |                                              |  |  |  | ещё около 470 родов | ещё около 470 родов   |  |  |
|  |                                      |  |                                                             | порядок Бобовоцветные                                       |                   |  |                                           |                                              | подсемейство Мотыльковые                     |  |  |  |                     | вид Аморфа карликовая |  |  |
|  |                                      |  |                                                             | порядок Бобовоцветные                                       |                   |  |                                           |                                              | подсемейство Мотыльковые                     |  |  |  |                     | вид Аморфа карликовая |  |  |
|  | отдел Цветковые, или Покрытосеменные |  |                                                             |                                                             | семейство Бобовые |  |                                           |                                              | род Аморфа                                   |  |  |  |                     |                       |  |  |
|  | отдел Цветковые, или Покрытосеменные |  |                                                             |                                                             |                   |  |                                           |                                              |                                              |  |  |  |                     |                       |  |  |
|  |                                      |  | ещё 44 порядка цветковых растений (согласно Системе APG II) | ещё 44 порядка цветковых растений (согласно Системе APG II) |                   |  |                                           | ещё 2 подсемейства (согласно Системе APG II) | ещё 2 подсемейства (согласно Системе APG II) |  |  |  | ещё около 15 видов  |                       |  |  |
|  |                                      |  |                                                             | ещё 44 порядка цветковых растений (согласно Системе APG II) |                   |  |                                           |                                              | ещё 2 подсемейства (согласно Системе APG II) |  |  |  |                     |                       |  |  |